# Майшос
Майшос (нім. Mayschoß) — громада в Німеччині, розташована в землі Рейнланд-Пфальц. Входить до складу району Арвайлер. Складова частина об'єднання громад Альтенар.
Площа — 5,66 км2. Населення становить 911 ос. (станом на 31 грудня 2020).